# Kayapa
Kayapa is een gemeente in de Filipijnse provincie Nueva Vizcaya op het eiland Luzon. Bij de laatste census in 2007 had de gemeente bijna 21 duizend inwoners.

## Geografie

### Bestuurlijke indeling
Kayapa is onderverdeeld in de volgende 30 barangays:
| - Acacia - Alang-Salacsac - Amilong Labeng - Ansipsip - Baan - Babadi - Balangabang - Balete - Banao - Besong | - Binalian - Buyasyas - Cabalatan-Alang - Cabanglasan - Cabayo - Castillo Village - Kayapa Proper East - Kayapa Proper West - Latbang - Lawigan | - Mapayao - Nansiakan - Pampang - Pangawan - Pinayag - Pingkian - San Fabian - Talecabcab - Tidang Village - Tubongan |

## Demografie
Kayapa had bij de census van 2007 een inwoneraantal van 20.806 mensen. Dit zijn 1.613 mensen (8,4%) meer dan bij de vorige census van 2000. De gemiddelde jaarlijkse groei komt daarmee uit op 1,12%, hetgeen lager is dan het landelijk jaarlijks gemiddelde over deze periode (2,04%). Vergeleken met de census van 1995 is het aantal mensen met 1.430 (7,4%) toegenomen.

De bevolkingsdichtheid van Kayapa was ten tijde van de laatste census, met 20.806 inwoners op 482,9 km², 43,1 mensen per km².